# 福井競輪場
福井競輪場（ふくいけいりんじょう）は、福井県福井市明里町（あかりちょう）にある競輪場。施設所有および主催者は福井市。競技実施はJKA中日本地区本部近畿支部。

## 概要
1950年に開設された。記念競輪（GIII）として不死鳥杯が開催されており、毎年7月頃に開催されている。1990年、1991年、2000年、2004年、2008年にはふるさとダービー福井、2013年に共同通信社杯、2020年にウィナーズカップが開催された。今後は、2025年9月12日から15日まで12年ぶりに共同通信社杯競輪の開催が決まった。このほか、福井支部所属選手として初めてGIタイトルを獲得した市田佳寿浩を称え、2019年より10月ないし11月に日刊スポーツ杯市田佳寿浩カップ（FI）が開催されている。本場開催は積雪のない3月から11月に開催している(但し場外発売は通年実施である)。
2004年から内装を全面リニューアルしており、総合アミューズメント施設となっている。また2005年3月に福井市が政府に対し行なっていた構造改革特別区域提案「来てみて福井けいりん特区」が認定され、法令上は50円以上の徴収が義務化されている一般入場料を特定の開催日に無料とすることが可能となり、同年7月16日に初めて実施した。なお、2008年3月に特区の取り組みが全国で展開されたため、認定を取り消されている。
マスコットキャラクターは妖精がモチーフの『リークル』で、これにちなんで2010年からリークル杯を開催している。トータリゼータシステムは富士通フロンテックを採用している。
長らく昼間開催を中心に行っていたが、2022年8月17日よりモーニング競輪を開始している。一方でナイター開催やミッドナイト競輪といった照明設備が必要な開催は行われていない（但しミッドナイト競輪は他場を借り上げて開催している）。
レース後には、1着選手によるインタビューと、スタンドへの粗品（タオル）投げ入れが行われている。
なお、一般的に福井県は中部地方（北陸地方）に属するが、競輪の世界においては近畿に属している（JKAの旧所管が経済産業省であり、福井県は同省の経済産業局が近畿経済産業局の管轄内であるため）。このため、福井競輪場をホームバンクにする選手は近畿ラインを組む。

## バンク
400mを使用している。日本競輪選手養成所にある400mバンクをモデルにして造られているため、選手の間ではクセの少ない走りやすいバンクと言われている。ただし、直線が比較的短いため、先行タイプの選手がやや有利とされている。
ゴール線手前には記念競輪の名称にもなっている不死鳥が描かれている。ほかにも、2022年の開設記念では3日目準決勝が3レースとも直前の大雨によるバンク冠水でレース中止となったことから、「設計上は1時間に100ミリの雨が2時間も降っても大丈夫」な調整池が2023年3月までに3〜4コーナーにかけてバンク内に急遽設けられた。

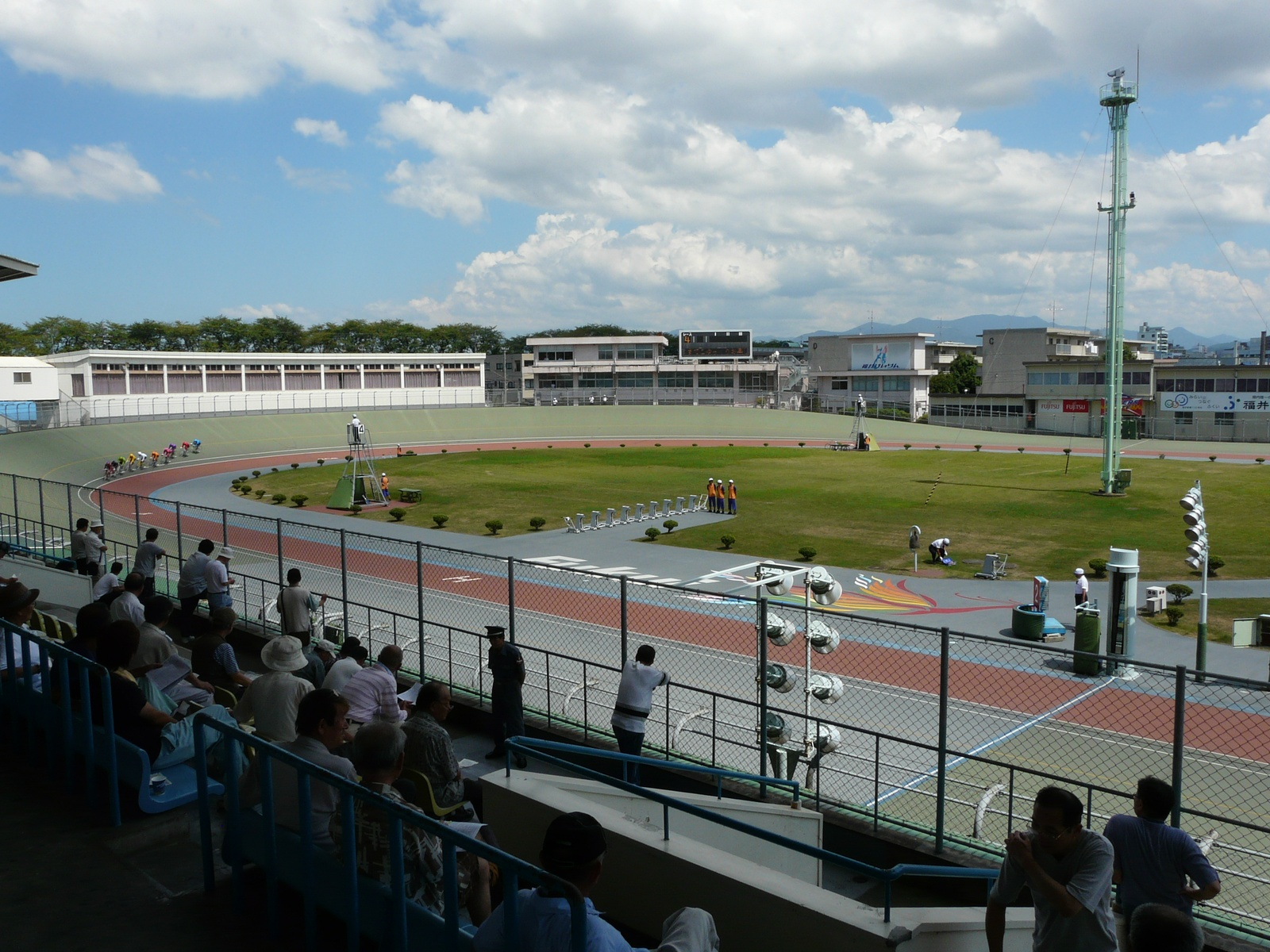
バンク
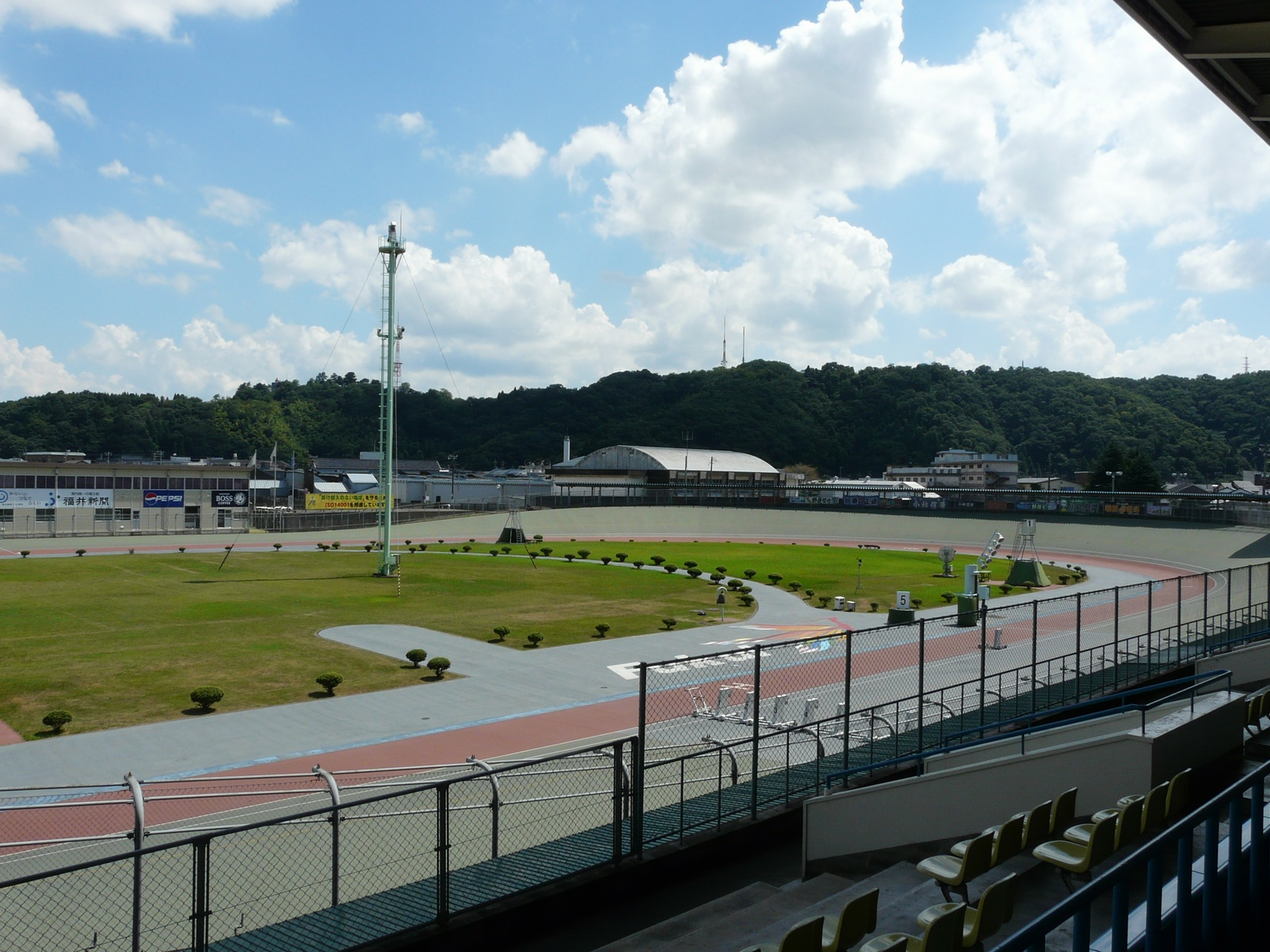
バンク
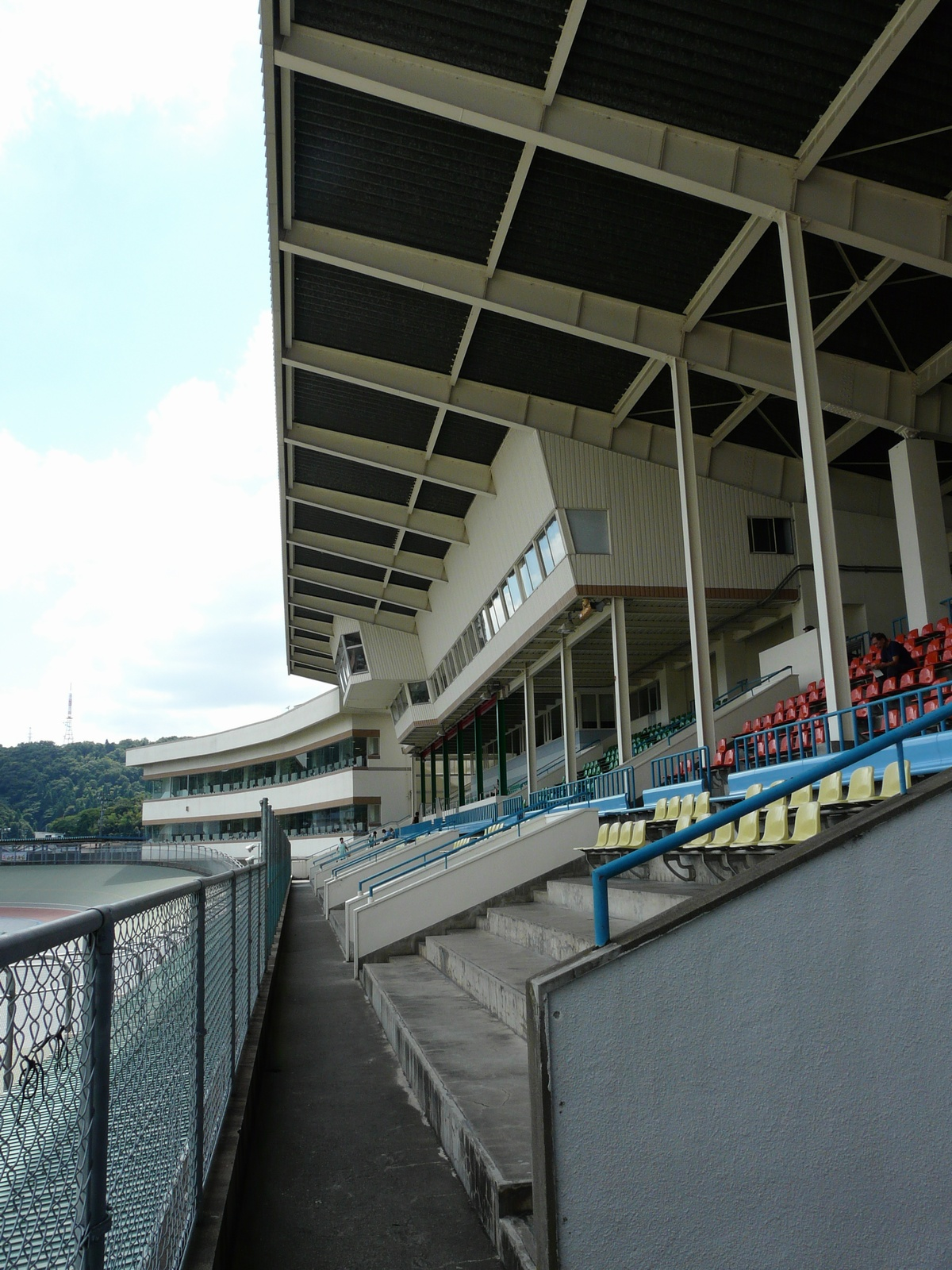
スタンド
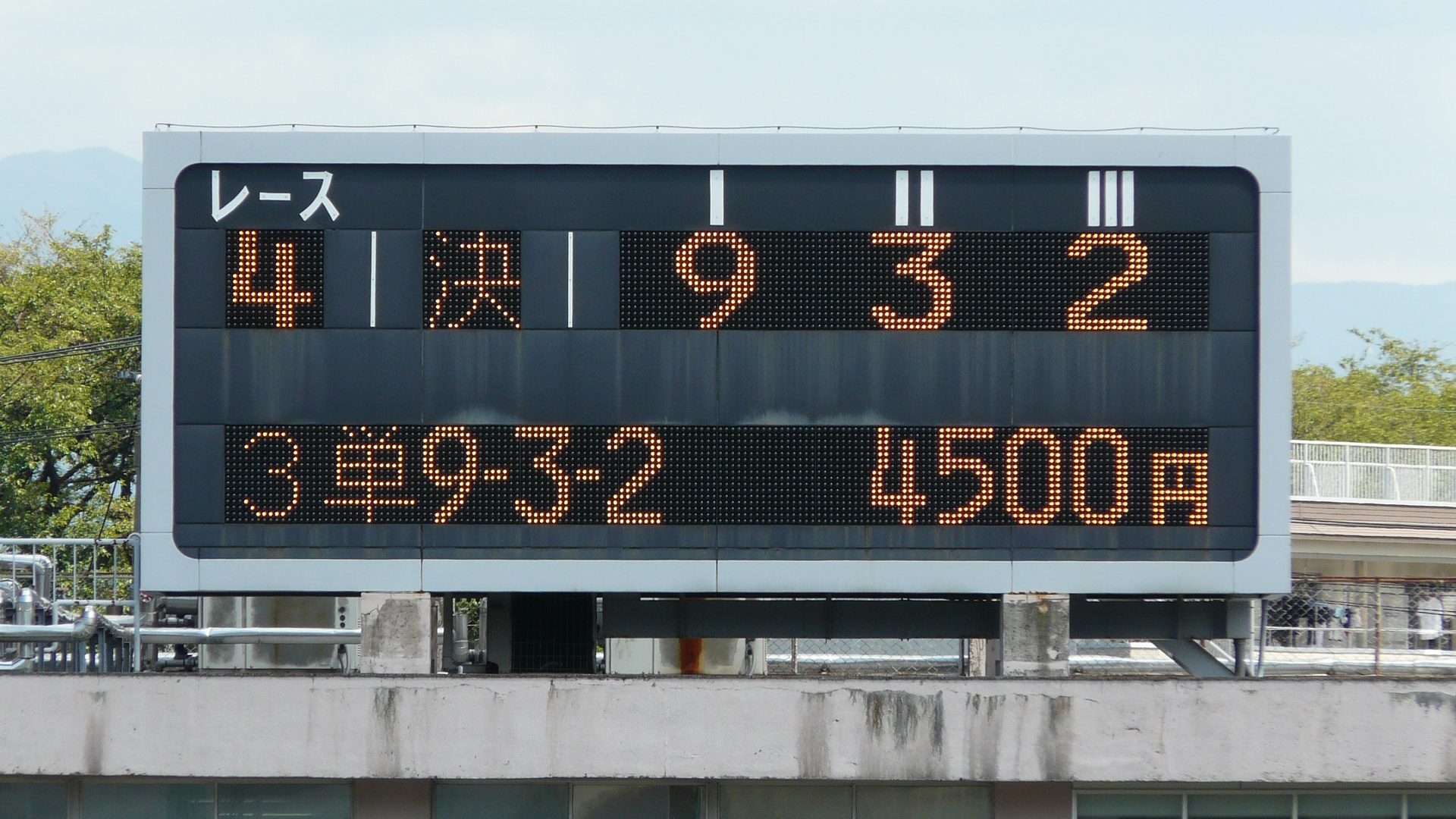
電光掲示板

## 交通アクセス
- 福井駅 東口貸切バス乗り場から、無料送迎バスにて約10分。
- 福井駅（西口）4番乗り場から、京福バス70系統 運動公園線（道守高校先回り）「運動公園」方面行きにて約7分「明里町」または「福井競輪場前」バス停下車。
- 福井駅（西口）6番乗り場から、京福バス「すまいるバス」西 - 南西ルート（照手・足羽方面）「競輪場西」下車。
- 福井鉄道福武線 ベル前駅より北西徒歩約3分の「ベル前」（西行）バス停から、京福バス71系統 運動公園線（ベル前先回り）「運動公園」方面行きにて約20分「福井競輪場前」バス停下車。
- E8 北陸自動車道 福井ICから約7km。

## トピックス
- 2006年9月29日、練習走行中の選手がバンクを横断していた福井市の非常勤職員の男性と衝突。職員が死亡し、選手も重傷を負った。

## 周辺
- 足羽山 - 本競輪場南側を取り囲むようにそびえ立つ山
- 足羽川 - 本競輪場北側、付近の河原は臨時駐車場としても使用。
- 足羽川桜並木 - 日本一の桜並木の西端に程近い。

## 歴代記念競輪優勝者
| 年     | 優勝者     | 登録地 |
| ------ | ---------- | ------ |
| 2002年 | 松本整     | 京都   |
| 2003年 | 高木隆弘   | 神奈川 |
| 2005年 | 森内章之   | 熊本   |
| 2006年 | 山崎芳仁   | 福島   |
| 2007年 | 伏見俊昭   | 福島   |
| 2009年 | 佐藤慎太郎 | 福島   |
| 2010年 | 市田佳寿浩 | 福井   |
| 2011年 | 市田佳寿浩 | 福井   |
| 2012年 | 武田豊樹   | 茨城   |
| 2014年 | 脇本雄太   | 福井   |
| 2015年 | 脇本雄太   | 福井   |
| 2016年 | 浅井康太   | 三重   |
| 2017年 | 脇本雄太   | 福井   |
| 2018年 | 脇本雄太   | 福井   |
| 2020年 | 脇本雄太   | 福井   |
| 2021年 | 古性優作   | 大阪   |
| 2022年 | 菅田壱道   | 宮城   |
| 2023年 | 古性優作   | 大阪   |
| 2024年 | 脇本雄太   | 福井   |
| 2027年 |            |        |

※1節4日間制開催となった、2002年4月以降の歴代記念競輪優勝者を列記。